# زيز الأعلى (أمزيزل)
زيز الأعلى هي إحدى مشيخات المملكة المغربية، تتبع جغرافيا لإقليم ميدلت وإداريًا لأمزيزل. يقدر عدد سكانها بـ 3877 نسمة حسب الإحصاء الرسمي للسكان والسكنى لسنة 2004.